# Tarzan: Legenda
Tarzan: Legenda (ang. The Legend of Tarzan) – amerykański film akcji z 2016 w reżyserii Davida Yatesa, ukazujący dalsze losy tytułowego bohatera powieści Tarzan wśród małp Edgara Rice’a Burroughsa.
Scenariusz filmu napisali Adam Cozad i Craig Brewer, muzykę skomponował Rupert Gregson-Williams, a autorem zdjęć był Henry Braham.
Budżet filmu wyniósł ok. 180 milionów dolarów, wpływy zaś wyniosły ponad 356 milionów, z czego 126 milionów w USA.

## Obsada
- Alexander Skarsgård jako John Clayton/Tarzan
- Christoph Waltz jako Léon Rom
- Samuel L. Jackson jako George Washington Williams
- Margot Robbie jako Jane Clayton
- Djimon Hounsou jako wódz Mbonga
- Jim Broadbent jako premier (Robert Gascoyne-Cecil)
- Casper Crump jako major Kerchover
- Hadley Fraser jako John Clayton II (ojciec Tarzana)
- Genevieve O’Reilly jako Alice Clayton (matka Tarzana)
- Simon Russell Beale jako pan Frum